# Roberto Devereux
Pour les articles homonymes, voir Robert Devereux.
Robert Devereux
Personnages
- Elisabetta, Regina d'Inghilterra (soprano)
- Lord Duca di Nottingham (baryton)
- Sara, duchessa di Nottingham (mezzo-soprano)
- Roberto Devereux, conte di Essex (ténor)
- Lord Cecil (ténor)
- Sir Gualtiero Raleigh (basse)
- Un paggio (contralto)
- Un familiare di Nottingham (basse)

Airs
- « All' afflitto è dolce il piante » (Sara) – Acte I, 1er tableau
- « L'amor suo mi fe 'beata » (Elisabetta) – Acte I, 1er tableau
- « Ah ! Ritorna qual ti spero » (Elisabetta) – Acte I, 1er tableau
- « Forse in quel cor sensibile » (Nottingham) – Acte I, 1er tableau
- « Un perfido, une vile, un mentitore, tu sei » (Nottingham, Roberto, Elisabetta) – Acte II
- « Come une spirito angelico » (Roberto) – Acte III, 2e tableau
- « Vivi, ingrato, a lei d'accanto » (Elisabetta) – Acte III, 3e tableau
- « Quel sangue versato al cielo » (Elisabetta) – Acte III, 3e tableau

Roberto Devereux (Robert Devereux) est une tragédie lyrique en 3 actes de Gaetano Donizetti sur un livret de Salvadore Cammarano créé le 29 octobre 1837 au Teatro San Carlo de Naples. Après Elisabetta al castello di Kenilworth (1829) et Maria Stuarda (1834), c'est le troisième et dernier des opéras de Donizetti où apparaît la reine Élisabeth Ire d'Angleterre.

## Historique
Le livret de Roberto Devereux est vaguement inspiré d'un épisode historique : le complot fomenté contre Élisabeth Ire d'Angleterre par son favori Robert Devereux, 2e comte d'Essex, exécuté le 25 février 1601. Cette affaire avait inspiré quatre pièces de théâtre en France : trois intitulées Le comte d'Essex (La Calprenède, 1637 ; Thomas Corneille, 1678 ; Claude Boyer, 1678) et une intitulée Élisabeth d'Angleterre (1829) par Jacques-François Ancelot (1794-1854) qui est la source du livret de Salvatore Cammarano.
En vérité, celui-ci procède encore plus directement d'un livret de Felice Romani, Il conte d'Essex (1833), mis en musique par Saverio Mercadante et représenté le 10 mars 1833 à la Scala de Milan avec peu de succès. La composition de l'œuvre, commandée par le Teatro San Carlo de Naples, intervient dans une période particulièrement difficile de la vie de Donizetti puisque celui-ci, après avoir vu disparaître son père et sa mère en 1836, voit sa femme accoucher pour la troisième fois d'un enfant mort-né puis la perd quelques semaines plus tard en juillet 1837 et achève l'opéra alors que Naples est dévastée par le choléra : « pour moi, écrit-il le 4 septembre, ce sera l'opéra de mes émotions ». Aussi est-il persuadé que Roberto Devereux est de mauvais augure. Comme pour lui donner raison, la prima donna, Giuseppina Ronzi de Begnis, et le titulaire du rôle du duc de Nottingham, le basque Paul Barroilhet, tombent d'ailleurs malades durant la première série de représentations qui doit, pour cette raison, être interrompue prématurément après le très grand succès de la création à Naples le 29 octobre 1837. 
L'ouvrage est rapidement repris dans les principales villes italiennes avant d'être monté un peu partout en Europe. Il est créé à Paris au Théâtre des Italiens le 27 décembre 1838 avec Giulia Grisi dans le rôle d'Elisabetta, puis à Londres (1840), Bruxelles (1840), Amsterdam (1840), New York (1849, 1863), La Havane, Buenos Aires... La première représentation en langue française (Robert Devereux) a lieu le 15 février 1841 au Théâtre des Arts de Rouen. L'ouvrage est régulièrement joué jusque dans les années 1880 avant de disparaître du répertoire, comme tant de partitions bel cantistes. 
Roberto Devereux n'est exhumé que dans les années 1960 à l'occasion de la fameuse « Donizetti renaissance ». Il est repris à Naples en 1964 avec Leyla Gencer dans le rôle d'Elisabetta. Montserrat Caballé chante le rôle aux États-Unis et à Venise et triomphe au Festival d'Aix-en-Provence en 1977, aux côtés de José Carreras dans le rôle-titre. Beverly Sills grave la première intégrale en studio. Plus récemment, Edita Gruberová est une interprète remarquée du rôle d'Elisabetta.
Nombreux sont les commentateurs qui trouvent à Roberto Devereux une intensité dramatique et musicale rarement atteinte par le compositeur, certains la rattachant aux circonstances personnelles dramatiques qui ont entouré la composition de l'ouvrage. D'autres, plus critiques, ont décrit Roberto Devereux comme « un Lucia sans airs ». De fait, la musique de cet opéra apparaît étroitement liée à l'action dramatique, d'une manière qui semble renouer avec celle que Donizetti avait précocement expérimentée dans Anna Bolena (1830)

## Distribution
| Rôle | Type de voix  | Interprètes lors de la première le 29 octobre 1837 (Chef d'orchestre : - ) |
| --- | ------------- | -------------------------------------------------------------------------- |
| Elisabetta, Regina d'Inghilterra Élisabeth Ire, reine d'Angleterre | soprano       | Giuseppina Ronzi de Begnis                                                 |
| Lord Duca di Nottingham Le duc de Nottingham | baryton       | Paul Barroilhet                                                            |
| Sara, duchessa di Nottingham Sara, duchesse de Nottingham | mezzo-soprano | Almerinda Manzocchi Granchi                                                |
| Roberto Devereux, conte di Essex Robert Devereux, comte d'Essex | ténor         | Giovanni Basadonna                                                         |
| Lord Cecil Lord Robert Cecil | ténor         | Timoleone Barattini                                                        |
| Sir Gualtiero Raleigh Sir Walter Raleigh | basse         | Anafesto Rossi                                                             |
| Un paggio Un page | contralto     |                                                                            |
| Un familiare di Nottingham Un serviteur de Nottingham | basse         | Giuseppe Benedetti                                                         |
| Dame della corte reale. Lords del parlamento, cavalieri e armigeri. Comparse, paggi, guardie reali, scudieri di Nottingham. Dames de la Cour royale. Lords du Parlement, chevaliers et gens d'armes. Courtisans, pages, gardes royaux, serviteurs de Nottingham. |               |                                                                            |

## Argument
L'action se déroule à Londres en 1598.
L'ouverture a été écrite à l'occasion de la première parisienne en 1838. Elle comporte une variante pour bois de God Save the Queen, passablement anachronique puisque cet air ne remonte pas au-delà du XVIIIe siècle, mais qui en fait le principal intérêt et a justifié qu'elle soit mise au programme des concerts dirigés par Richard Bonynge vers 1970.

### Acte I

#### Premier tableau
Au Palais de Westminster.
- Scène 1 : Au moment où l'opéra commence, Roberto Devereux, de retour d'une expédition militaire en Irlande, a été accusé d'intelligence avec les rebelles irlandais et vient d'être arrêté. Sara, que la reine a mariée de force au duc de Nottingham, en est secrètement éprise. Lisant l'histoire de la belle Rosamonde[4], elle ne peut dissimuler ses larmes : All' afflitto è dolce il piante (Les larmes sont douces à celui qui souffre).
- Scène 2 : Elisabetta dit à Sara qu'elle a consenti à revoir Roberto, sans qui sa vie n'a pas de sens. Elle ne le croit pas coupable de la trahison dont on l'accuse mais le soupçonne de lui être infidèle dans un bel air d'entrée : L'amor suo mi fe 'beata (Son amour me rend heureuse).
- Scènes 3 et 4 : Cecil, principal conseiller de la reine, lui demande si elle approuve le jugement porté contre Essex. La reine demande des preuves supplémentaires et dit son intention de revoir son favori dans une cabalette où s'exprime la force intacte de son amour (Ah ! Ritorna qual ti spero).
- Scène 5 : Roberto Devereux est introduit auprès de la reine, lui reproche sa froideur et lui jure sa fidélité. Mais ses protestations mêmes éveillent les soupçons d'Elisabetta. Dans une scène remarquable, Essex se demande si la reine sait qu'il aime Sara tandis qu'Elisabetta mentionne la bague qu'elle lui a donnée autrefois, gage de leur amour : s'il se trouve jamais en danger, il lui suffit de lui retourner cette bague et elle le sauvera (duo : Un tenero core). La reine sort.
- Scène 6 : Son ami Nottingham promet à Roberto de le soutenir devant le Conseil tout en avouant dans sa cavatine Forse in quel cor sensibile (Peut-être dans ce cœur sensible) que les larmes de sa femme ont fini par éveiller ses soupçons : il l'a surprise en train de broder une écharpe.
- Scène 7 : Cecil vient appeler Nottingham auprès de la reine, qui serait prête à rendre sa sentence.

#### Second tableau
Les appartements de la duchesse au Palais Nottingham.
- Scènes 8 et 9 : Roberto vient retrouver Sara dans ses appartements. Avant de lui faire ses adieux, il lui reproche d'avoir épousé quelqu'un d'autre. Elle se justifie en disant que la mort brutale de son père, pendant que Roberto était à l'étranger, et la pression de la reine l'ont poussée dans ce mariage sans amour. Elle le supplie de retourner à la reine, mais Essex ôte de son doigt l'anneau que lui a donné la souveraine et le pose sur la table tandis que Sara lui remet en échange une écharpe bleue brodée de sa main qu'il jure de porter contre son cœur (duo : Da che tornasti).

### Acte II
Une splendide galerie du Palais de Westminster.
- Scène 1 : Les courtisans sont consternés par ce qui arrive à Roberto.
- Scène 2 : Cecil vient informer la reine que le Conseil, malgré l'intervention de Nottingham en faveur de l'accusé, l'a condamné à mort. Néanmoins, la sentence ne sera applicable qu'après qu'elle y aura donné son consentement.
- Scène 3 : Raleigh dit à la reine que lorsqu'on a fouillé Roberto après l'avoir arrêté, on a trouvé une écharpe de soie brodée d'or sur sa poitrine. Elisabetta reconnaît immédiatement l'écharpe de Sara.
- Scène 4 : Nottingham vient intervenir en faveur de Roberto mais la reine proclame son infidélité (duo : Non venni mai).
- Scène 5 : Roberto est introduit, la reine lui montre l'écharpe, que Nottingham reconnaît à son tour. Le duc appelle la vengeance divine sur son ami qui l'a trahi. Le trio qui suit (Un perfido, une vile, un mentitore, tu sei) mêle les sentiments de l'ami trahi, de l'amant démasqué et inquiet et de la femme bafouée. Devereux refusant de livrer le nom de son amante et Nottingham cessant de le soutenir, la reine confirme la sentence de mort : Va ! La morte sul capo ti pende. Le trio est un morceau remarquable, dans lequel l'exaspération de la reine s'exhale en longues séquences.
- Scène 6 : Sur un signe d'Elisabetta, les portes sont ouvertes et la salle se remplit de courtisans. Dans la stretta, le trio devient un ensemble dans lequel tous condamnent, pour des motifs différents, la trahison de Roberto.

### Acte III

#### Premier tableau
Au Palais Nottingham.
- Scènes 1 et 2 : Sara, d'abord seule, apprend par un serviteur que Roberto a été condamné. Elle reçoit une lettre par laquelle il la supplie de faire parvenir la bague à la reine. Elle décide de faire porter la bague à la reine pour obtenir sa grâce.
- Scène 3 : Nottingham entre et confronte sa femme à son infidélité. Fou de jalousie, il la confine dans sa chambre jusqu'à l'exécution de la sentence de mort (puissant duo : Non sai che un nume).

#### Deuxième tableau
Le cachot de Roberto à la Tour de Londres.
- Scène 4 : Le prélude instrumental de la scène de la prison a souvent été comparé à la scène analogue de Fidelio, mais c'est davantage Verdi qu'il faudrait évoquer ici[5]. Roberto attend sa grâce, car il ne doute pas qu'elle sera accordée dès que la bague sera entre les mains de la reine. Il s'imagine alors s'offrant à l'épée de Nottingham et lui déclarant sur le point de mourir que sa femme lui est restée fidèle en dépit de la tentation : Come une spirito angelico (Comme un esprit angélique).
- Scène 5 : Mais au lieu de la grâce attendue, les gardes qui viennent chercher Roberto lui apportent l'ordre de se rendre à l'échafaud.

#### Troisième tableau
Au Palais de Westminster.
- Scène 6 :  Elisabetta est entourée de ses dames d'honneur dans la grande salle du palais et attend avec anxiété la bague qu'Essex saura certainement lui faire parvenir et l'arrivée de Sara, à qui elle veut pardonner aussi et qu'elle veut réconforter. Elle exprime sa volonté de pardon dans une magnifique aria : Vivi, ingrato, a lei d'accanto.
- Scènes 7 et 8 : Sara entre, apportant la bague. Elisabetta est surprise que ce soit sa rivale haïe qui lui apporte le bijou, mais elle n'en ordonne pas moins de suspendre l'exécution. C'est toutefois trop tard, car on entend au loin retentir le coup de canon qui vient de donner le signal au bourreau.
- Scène 9 : La reine fait des reproches à Sara. Nottingham avoue qu'il a tenté d'empêcher sa femme de porter la bague à la reine. Elisabetta, folle de douleur, a des visions : la couronne d'Angleterre baignant dans le sang, un homme qui court dans les couloirs du palais en portant sa propre tête, une tombe qui lui est destinée et s'ouvre en engloutissant son trône. Elle déclare vouloir abdiquer en faveur de Jacques Ier, fils de Marie Stuart. Comme le remarque le comte de Harewood[6] : « C'est sans doute la seule cabalette de l'histoire de l'opéra qui soit presque entièrement maestoso ; et l’allegro conventionnel n'intervient qu'aux dernières mesures. »

## Productions notables
| Dates                                     | Distribution (Elisabetta, Roberto, Duco de Nottingham, Sara)                 | Chef d'orchestre, Orchestre et chœur                       | Lieu, Théâtre                                         | Metteur en scène   |
| ----------------------------------------- | ---------------------------------------------------------------------------- | ---------------------------------------------------------- | ----------------------------------------------------- | ------------------ |
| 1838                                      | Caroline Unger, Napoleone Moriani                                            |                                                            | Venise, La Fenice                                     |                    |
| 1838                                      | Giulia Grisi, Giovanni Battista Rubini, Antonio Tamburini                    |                                                            | Paris, Théâtre-Italien                                |                    |
| automne 1839                              | Giuseppina Armenia, Lorenzo Salvi, Ignazio Marini, Rosina Mazzarelli         |                                                            | Milan, Teatro alla Scala                              |                    |
| 1841                                      | Giulia Grisi, Giovanni Battista Rubini                                       |                                                            | Londres                                               |                    |
| 1849                                      |                                                                              |                                                            | New York                                              |                    |
| 1964                                      | Leyla Gencer, Ruggero Bondini, Piero Cappuccilli, Anna Maria Rota            | Mario Rossi                                                | Naples, Teatro San Carlo                              |                    |
| 1968                                      | Montserrat Caballé, Bernabé Martí, Piero Cappuccilli Blanca Berini           | Carlo Felice Cillario                                      | Barcelone, Liceu                                      |                    |
| 1970                                      | Beverly Sills, Placido Domingo Louis Quilico Susanne Marsee                  | Julius Rudel                                               | New York, New York City Opera                         |                    |
| 1977                                      | Montserrat Caballé, José Carreras, Vicente Sardinero, Susanne Marsee         | Julius Rudel, Orchestre et chœur du Capitole de Toulouse   | Aix-en-Provence, Festival d'Aix-en-Provence           | Alberto Fassini    |
| automne 2000                              | Lauren Flanigan, Fernando De La Mora Mark Delavan, Jane Dutton               | George Manahan                                             | New York, New York City Opera, Lincoln Center         | Mark Lamos         |
| 2005                                      | Edita Gruberova, Franco Vassallo, Alexey Dolgov, , Sonia Ganassi,            | Freidrich Haider                                           | Bayerische Staatsoper                                 | Christof Loy       |
| 20 et 24 septembre 2005 22 septembre 2005 | Maria Pia Piscitelli, Stefano Secco, Laurent Naouri, Enkelejda Shkosa        | Evelino Pidò, Orchestre et Chœurs de l'Opéra de Lyon       | Lyon, Opéra de Lyon Paris, Théâtre des Champs-Élysées | Version de concert |
| novembre 2011                             | Mariella Devia, Stefano Secco, Fabio Maria Capitanucci, Béatrice Uria-Monzon | Alain Guingal, Orchestre et Chœurs de l'Opéra de Marseille | Marseille, Opéra de Marseille                         | Version de concert |

## Discographie sélective
| Année | Distribution (Elisabetta, Roberto, Nottingham, Sara)                                | Chef d'orchestre, Opéra et orchestre                                                | Label                                                     |
| ----- | ----------------------------------------------------------------------------------- | ----------------------------------------------------------------------------------- | --------------------------------------------------------- |
| 1964  | Leyla Gencer, Ruggiero Bondino, Piero Cappuccilli, Anna Maria Rota                  | Mario Rossi, Orchestre et chœur du Teatro San Carlo de Naples                       | Audio CD: Opera d'oro Cat: OPD-1159 Enregistrement public |
| 1968  | Montserrat Caballé, Bernabé Martí, Piero Cappuccilli, Blanca Berini                 | Carlo Felice Cillario, Orchestre et chœur du Liceu de Barcelone                     | Audio CD: Cat: Enregistrement public                      |
| 1969  | Beverly Sills, Robert Ilosfalvy, Peter Glossop, Beverly Wolff                       | Charles Mackerras, Royal Philharmonic Orchestra et Ambrosian Opera Chorus           | Audio CD: Cat:                                            |
| 1970  | Beverly Sills, Placido Domingo, Louis Quilico, Susanne Marsee                       | Julius Rudel, Orchestre et chœur du New York City Opera                             | Audio CD: Universal Classics Cat: HRE-374-3               |
| 1994  | Edita Gruberova, Don Bernardini, Ettore Kim, Delores Ziegler                        | Friedrich Haider Orchestre philharmonique de Strasbourg et Chœur de l'Opéra du Rhin | Audio CD: Nightingale Cat: 190100-2                       |
| 1998  | Alexandrina Pendatchanska (en), Giuseppe Sabbatini, Roberto Servile, Ildikó Komlósi | Alain Guingal, Naples, Teatro San Carlo                                             | DVD : Studio: Image Entertainment                         |
| 2002  | Nelly Miricioiu, José Bros, Roberto Frontali, Sonia Ganassi                         | Maurizio Benini, Chœur et Orchestre du Royal Opera House de Covent Garden           | CD Audio : Opera Rara Cat: ORC24                          |
| 2008  | Dimitra Theodossiou, Massimiliano Pisapia, Andrew Schroeder, Federica Bragaglia     | Marcello Rota, Chœur et Orchestre du Bergamo Musica Festival                        | CD Audio : Naxos                                          |

### Sources
- Robert J. Farr, Gaetano Donizetti. Roberto Devereux, sur www.musicweb-international.com, 2004
- Piotr Kaminski, Mille et un opéras, Paris, Fayard, coll. Les indispensables de la musique, 2003
- Gustav Kobbé, Tout l'opéra, édition établie et révisée par le comte de Harewood, traduit de l'anglais par Marie-Caroline Aubert et Denis Collins, Paris, Robert Laffont, coll. Bouquins, 1980.